# Дирк Којт
Дирк Којт (хол. Dirk Kuijt; Катвејк, 22. јун 1980) бивши је холандски фудбалер који је играо на позицијама крила и нападача.

## Клупска каријера
Играо је за Квик бојс, Утрехт, Фајенорд, Ливерпул и Фенербахче. Занимљиво је да је за сва три клуба одиграо више од сто мечева. Био је најбољи стрелац Ередивизије у сезони 2004/05 и Холандски фудбалер године сезоне 2005/06.

## Репрезентативна каријера
Био је члан холандске репрезентације од 2004. до 2014. Одиграо је 104 меча са постигнута 24 гола.

## Ван фудбала
Оснивач је Дирк Којт фондације. Којт и његова супруга се баве и хуманитарним радом прикупљајући новац за помоћ сиромашној деци широм света од продаје одеће из његове ДК колекције.